# 1. division 1951-1952
La 1. Division 1951-1952 è stata la 39ª edizione della massima serie del campionato danese di calcio conclusa con la vittoria del AB, al suo ottavo titolo.
Capocannonieri del torneo furono Valdemar Kendzior dello Skovshoved IF e Poul Erik Petersen del Køge BK con 13 reti.

## Classifica finale
|    | Classifica        | G  | V  | N | P  | GF | GS | DR  | Pti |
| -- | ----------------- | -- | -- | - | -- | -- | -- | --- | --- |
| 1  | AB                | 18 | 11 | 4 | 3  | 40 | 21 | +19 | 26  |
| 2  | Køge BK           | 18 | 10 | 1 | 7  | 40 | 33 | +7  | 21  |
| 3  | B 1909            | 18 | 9  | 2 | 7  | 34 | 28 | +6  | 20  |
| 4  | Odense            | 18 | 8  | 4 | 6  | 29 | 29 | 0   | 20  |
| 5  | Skovshoved IF (*) | 18 | 7  | 4 | 7  | 36 | 34 | +2  | 18  |
| 6  | B 93              | 18 | 7  | 3 | 8  | 18 | 24 | -6  | 17  |
| 7  | BK Frem           | 18 | 6  | 4 | 8  | 20 | 23 | -3  | 16  |
| 8  | B 1903            | 18 | 6  | 4 | 8  | 26 | 34 | -8  | 16  |
| 9  | Esbjerg           | 18 | 6  | 2 | 10 | 34 | 46 | -12 | 14  |
| 10 | AGF               | 18 | 4  | 4 | 10 | 22 | 27 | -5  | 12  |

(*) Squadra neopromossa

## Verdetti
- AB Campione di Danimarca 1951-52.
- AGF retrocesso.